# Laura Esquivel Torres
Laura Esquivel Torres (n. Puruándiro, Michoacán, México; 28 de mayo de 1988) es una política y abogada mexicana miembro del Partido Acción Nacional (PAN). Actualmente se desempeña como senadora del Congreso de la Unión en las legislaturas LXVI y LXVII.

## Trayectoria
Es licenciada en Derecho por la Universidad Latina de América y actualmente cursa una maestría en Comunicación en la Universidad Panamericana.
A lo largo de su trayectoria, ha desarrollado su carrera en la intersección entre el ámbito jurídico y el político, combinando su experiencia en derecho con su trabajo en la administración pública y la política partidista. Su trayectoria en el PAN ha estado marcada por su participación en campañas, su labor dentro del Comité Ejecutivo Nacional y su trabajo en la promoción de la equidad de género en la política.

### Trayectoria administrativa
Inició su carrera en el ámbito jurídico como colaboradora en la Sala 4.ª Penal del Supremo Tribunal de Justicia de Michoacán, donde adquirió experiencia en el sistema judicial estatal. Posteriormente, de 2012 a 2015, ocupó el cargo de secretaria ejecutiva del Consejo del Poder Judicial de Michoacán, participando en la administración y funcionamiento del órgano judicial. En 2018, trabajó como auxiliar en la Dirección Jurídica de la Cámara de Diputados, donde se involucró en el análisis y gestión de asuntos legales relacionados con el trabajo legislativo.

### Trayectoria política
Su participación en la política comenzó en 2006, cuando colaboró en diversas campañas políticas del Partido Acción Nacional (PAN). En 2011, integró la Red de Jóvenes en la campaña a la alcaldía de Morelia, consolidando su experiencia en organización y estrategias de promoción electoral.
Entre 2018 y 2021, se desempeñó como jefa de la oficina de la presidencia del Comité Ejecutivo Nacional (CEN) del PAN, coordinando actividades administrativas y estratégicas dentro de la dirigencia nacional del partido. En 2018, fue candidata a senadora suplente por Michoacán.
En 2021, asumió el cargo de secretaria nacional de Promoción Política de la Mujer en el CEN del PAN, donde ha trabajado en iniciativas dirigidas a fortalecer la participación política de las mujeres en México. Su labor se ha enfocado en la promoción de la igualdad de género y en la implementación de estrategias para aumentar la representación femenina en los espacios de toma de decisiones dentro del partido y en cargos públicos.

## Senadora de la República (2024)
En las elecciones federales de 2024, fue elegida senadora de la República para el periodo 2024-2030. Desde el inicio de su gestión, ha formado parte de diversas comisiones en el Senado, enfocándose en temas de derechos de la infancia, justicia, gobernabilidad y equidad de género.  
Desde el 29 de septiembre de 2024, preside la Comisión de Derechos de la Niñez y de la Adolescencia, donde ha trabajado en iniciativas orientadas a la protección y el bienestar de menores de edad en México. En esta función, ha impulsado propuestas para fortalecer los mecanismos de protección infantil, garantizar el acceso a la educación y reforzar la legislación contra la violencia infantil.  
Además, es integrante de las siguientes comisiones:  
- Comisión de Gobernación (desde el 29 de septiembre de 2024), donde participa en la revisión de marcos legales relacionados con la organización y funcionamiento del Estado mexicano.
- Comisión de Justicia (desde el 24 de septiembre de 2024), contribuyendo en el análisis y discusión de reformas legales en materia penal, civil y constitucional.
- Comisión Para la Igualdad de Género (desde el 24 de septiembre de 2024), donde colabora en la elaboración de políticas para garantizar la equidad y los derechos de las mujeres en todos los ámbitos.

Durante su gestión, ha promovido iniciativas legislativas enfocadas en fortalecer los derechos de la infancia, mejorar la impartición de justicia y fomentar la igualdad de género en el país.